# Франціск Йосиф Райнер
Франціск Йосиф (Йозеф) Райнер (рум. Francisc Iosif Rainer; нар. 28 грудня 1874, Рогозна, Буковина, Австро-Угорська імперія — † 5 серпня 1944, Бухарест, Румунія) — румунський лікар і антрополог буковинського походження, почесний член Румунської академії.

## Біографія
Франціск Райнер народився у селі Рогозна поблизу Чернівців, у тодішній австрійській Буковині. Його батьки були лютеранами, але охрестили сина у римо-католицькому обряді. Його батько, Густав Адольф Ігнац Райнер, емігрував до Румунського Старого Королівства як працівник компанії Штроусберг, що будувала залізницю Бухарест–Джурджу — першу в країні. Оселившись у Румунії, він отримав посаду в адміністрації національної залізничної компанії. Мати, Марія (або Анна), походила з родини священників і була домогосподаркою. Початкову освіту Франціск здобув удома під керівництвом батьків, а згодом навчався у ліцеї Святого Сави в Бухаресті. Особливо вплинув на нього викладач природничих наук Сабба Штефенеску.
Райнер багато читав, самостійно вивчив латину та давньогрецьку, захопився творами Гете й філософією Шопенгауера. Згодом відмовився від його впливу, відкривши для себе Геракліта, Геккеля і класичний матеріалізм. Ці твори відвернули його від початкового бажання стати католицьким місіонером.
У 1892 році вступив до медичного факультету Бухарестського університету. Ще студентом працював у гістологічній лабораторії. Після завершення навчання майже 17 років працював препаратором у лікарні Кольцеа, виконуючи розтини та мікроскопічні дослідження.
З 1913 по 1920 роки викладав в університеті Ясс, а з 1920 по 1941 — у Бухарестському університеті. Був директором Інституту анатомії та ембріології медичного факультету в Бухаресті, а також директором Інституту антропології, який заснував у 1940 році.
Провів фундаментальні дослідження лімфатичної системи, серця, функціональної структури органів. Запровадив динамічну біологічну концепцію в анатомії, заклавши основи функціональної анатомії та експериментальної ембріології в Румунії.
Серед його учнів були хірург Іон Цурай, лікар Штефан-Маріус Мілку та Джордже Еміль Паладе — лауреат Нобелівської премії.
Райнер відомий як талановитий педагог і публічний лектор, що відстоював соціальні й культурні ідеали. За свої ліві погляди зазнавав критики з боку правих. Поєднував прогресизм із генетичним детермінізмом, підтримував євгеніку, але засуджував науковий расизм. Співпрацював із соціологічним проєктом Дімітріє Густі, беручи участь в антропологічних дослідженнях ізольованих карпатських сіл. Зібрана ним колекція черепів і скелетів стала основою для антропологічного відділу в Бухаресті.

## Особисте життя
З 7 лютого 1903 року був одружений із Мартою Транку-Райнер.